# Наїкхонгчарі (упазіла)
Наїкхонгча́рі (бенг. নাইক্ষ্যংছড়ি, англ. Naikhongchhari) — одна з 7 упазіл зіли Бандарбан регіону Читтагонг Бангладеш, розташована на південному заході зіли.
Населення — 49 465 осіб (2008; 38 350 в 1991).

## Адміністративний поділ
До складу упазіли входять 4 варди:
| Зіла         | Площа, км² | Населення, осіб (2008) |
| ------------ | ---------- | ---------------------- |
| Баїшарі      | -          | 12039                  |
| Дочхарі      | -          | 5867                   |
| Гхандунг     | -          | 13142                  |
| Наїкхонгчарі | -          | 18417                  |